# Rosa Danica
 Der er for få eller ingen kildehenvisninger i denne artikel, hvilket er et problem. Du kan hjælpe ved at angive troværdige kilder til de påstande, som fremføres i artiklen.
Rosa Danica A/S er en dansk producent af Rosa-, Campanula- og Schlumbergeraplanter, der er lokaliseret ved Marslev på Fyn. I 2023 havde de ca. 100 ansatte. Deres væksthusgartneri er på 110.000 m2, hvor de årligt producerer 10,5 mio. planter. 90 % af produktionen eksporteres. Lis og Torben Moth Madsen grundlagde virksomheden i 1987.